# Yannick Mayer

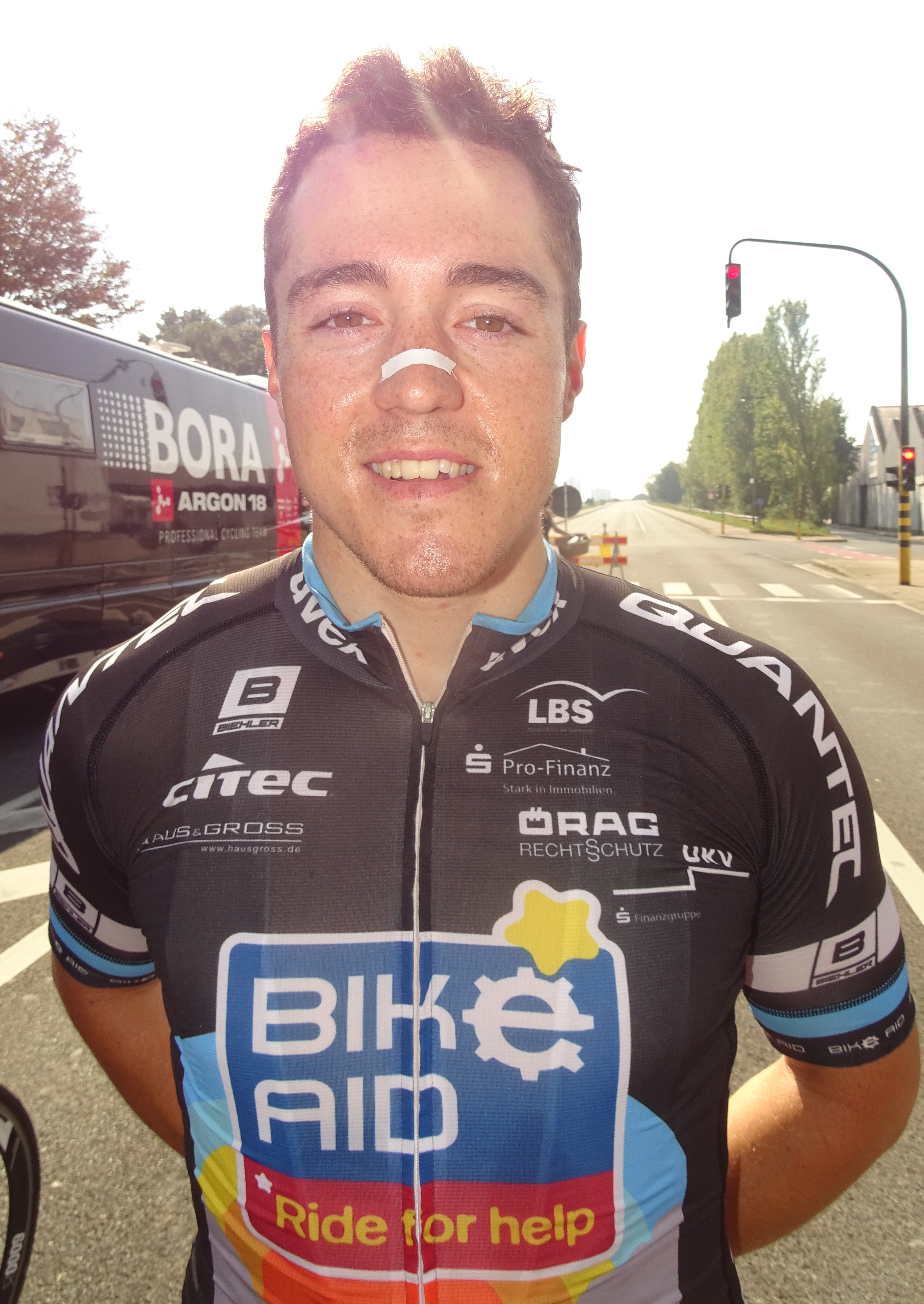
Yannick Mayer (2015).

Yannick Mayer (* 15. Februar 1991 in Mosbach) ist ein deutscher Radrennfahrer, der auf der Straße und im Cyclocross aktiv ist.

## Werdegang
Mayer wurde 2009 in der Juniorenklasse Zweiter der deutschen Cyclocrossmeisterschaft.
Im Erwachsenenbereich fuhr Mayer 2010 für das deutsche UCI Continental Team Heizomat und wurde Zehnter der deutschen U23-Meisterschaft im Einzelzeitfahren. 2011 wechselte er zum Team NSP, für das er eine Etappe der Ronde de l’Isard gewann. Mit der U23-Nationalmannschaft bestritt er das UCI-Nations’-Cup-U23-Rennen Coupe des Nations Ville Saguenay 2010, bei dem er einen zweiten Etappenplatz belegte.
Zum Ende der Saison 2012 beendete Mayer vorübergehend seine internationale Radsportkarriere, um in Würzburg ein Jura-Studium aufzunehmen und schloss sich dem Vereinsteam Baier Landshut an. 2013 siegte er in der Erzgebirgs-Rundfahrt.
Im Jah 2014 kehrte Mayer als Mitglied des Teams Bike Aid-Ride for Help in den internationalen Radsport zurück. Er gewann 2015 eine Etappe der Vuelta Independencia Nacional República Dominicana. In den Jahren 2016 fuhr er für das belgische Continental Teams Veranclassic-AGO, mit dem er bei den belgischen Meisterschaften im Mannschaftszeitfahren die Silbermedaille gewann. Nach einem Jahr ohne besondere Erfolge bei 0711 / Cycling schloss er sich dem Veloclub Ratisbona Regensburg an. Beim Visegrad 4 Bicycle GP Polski belegte er 2019 den siebten Platz.

## Erfolge
2011
- eine Etappe Ronde de l’Isard

2015
- eine Etappe Vuelta Independencia Nacional República Dominicana

## Teams
- 2010: Heizomat
- 2011: Team NSP
- 2012: Team NSP-Ghost
- 2014: Bike Aid-Ride for Help
- 2015: Bike Aid
- 2016: Veranclassic-AGO
- 2017: 0711 / Cycling